# Studnice (ort i Tjeckien, Pardubice)
Studnice är en ort i Tjeckien.   Den ligger i regionen Pardubice, i den centrala delen av landet, 110 km öster om huvudstaden Prag. Studnice ligger 631 meter över havet och antalet invånare är 460.
Terrängen runt Studnice är platt åt sydväst, men åt nordost är den kuperad. Runt Studnice är det ganska glesbefolkat, med 43 invånare per kvadratkilometer. Närmaste större samhälle är Hlinsko, 2,7 km norr om Studnice. I omgivningarna runt Studnice växer i huvudsak barrskog.